# Pilio
Pilio (griechisch Πήλιο, altgriechisch Πήλιον Pēlion, lateinisch Pelion häufig auch Pilion) ist ein ins Mittelmeer reichender Gebirgszug (1624 m, Pourianos Stavros) im Regionalbezirk Magnisia der griechischen Region Thessalien. Die Berge bilden die gleichnamige Halbinsel, die den Pagasitischen Golf von der Ägäis trennt. Am nordwestlichen Ende der Halbinsel liegt die wichtige Hafen- und Handelsstadt Volos.

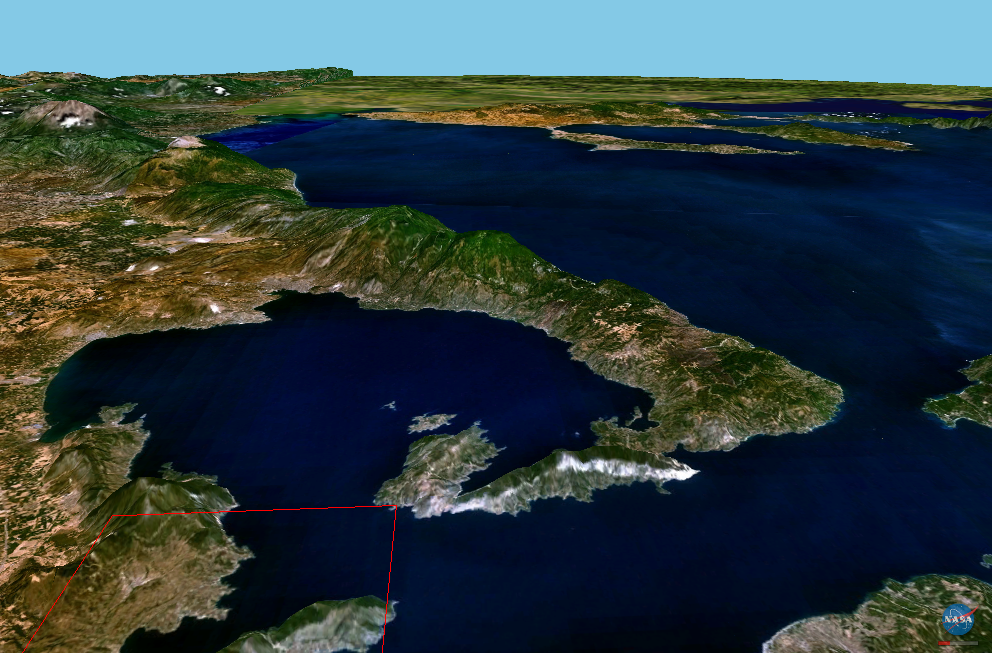
Satellitenbild der Pilio-Halbinsel

Durch seine üppige Vegetation und sein mildes Klima ist er bei der griechischen Bevölkerung wie bei Fremden als Zweitwohnsitz beliebt.
Auf dem Pilio befinden sich über 40 Bergdörfer und Küstenstädtchen, von denen viele eine geschichtsträchtige Vergangenheit besitzen.
In der Mythologie war der Pilio die Heimat der Kentauren und Schauplatz der Kentauromachie. Cheiron, dessen Höhle am Hauptgipfel Pliassidi lag, erzog hier den Achilleus. Bei der Erstürmung des Olymp stülpten die Aloiden den Pilio auf den Berg Ossa. Von der Hafenstadt Iolkos (entweder Dimini oder dem heutigen Volos entsprechend) aus starteten Jason und die Argonauten zur Suche nach dem Goldenen Vlies.

## Geschichte

### Antike
Auf dem Pilio wurde in Pouri bei Zagora (offizielle archäologische Stätte) eine antike Siedlung nachgewiesen.
In Volos – dem antiken Iólkos – finden archäologische Ausgrabungen statt, und es wurden antike Funde bei Álikes gemacht. In Vólos gibt es auch ein archäologisches Museum.
Im Nordosten, etwa 4 km südöstlich von Veneto, befinden sich an einer felsigen Steilküste etliche Meereshöhlen. Dies sind wahrscheinlich die „Öfen“ – ipnoi, von denen Herodot berichtet: Hier soll die persische Flotte unter Xerxes I. bei einem Sturm viele ihrer Schiffe verloren haben (Herodot 7.188).

### Neuzeit
Die geografischen Gegebenheiten machten den Pilio für die türkischen Besetzer unattraktiv. Die Küstenregionen waren nur sehr dünn besiedelt. Es gibt an der Ägäisküste nur einen einzigen natürlichen Hafen (Damouchari (d’amour chari= 'dank der Liebe') – eine ehemals genuesische Festung mit Spuren eines Kastells). Jeder der kleinen Fischerorte hatte einen weiter im Landesinneren gelegenen Hauptort, der meist von der See aus nicht zu sehen war. Diese wenige Kilometer von der Küste gelegenen Orte haben Höhenlagen von 200 bis 500 m. Die zu den Orten hochführenden Pfade waren versteckt angelegt.
Die Region Pilio wurde von den Osmanen nie besetzt. Ein Abkommen gab den Pilioriten eine Art Autonomie, ähnlich der Insel Chios. Dadurch entwickelte sich recht früh ein griechisches Nationalgefühl. Von hier aus zog der griechische Freiheitskämpfer Rigas Velestinlis, auch Rigas Fereos genannt (1757–1798), u. a. auf der griechischen 10-Eurocent-Münze abgebildet, nach Venedig und weiter, um den griechischen Freiheitskampf zu organisieren. Rigas Fereos war als Lehrer in einer griechischen Schule in Kissos tätig. In den osmanisch okkupierten Gebieten war das Lehren in griechischer Sprache ansonsten untersagt, sodass dort nur sogenannte „kryfa scholia“ (heimliche Schulen) existierten.
Während des griechischen Freiheitskampfes von 1821 kam es auch im Pilio zu einem bewaffneten Aufstand, der von türkischen Truppen niedergeschlagen wurde.
Ein weiterer Befreiungsversuch scheiterte 1854. Wie schon 1821 weigerte sich ein Großteil der griechischen Oberschicht, die Aufständischen zu unterstützen. Selbst von Verrat der revolutionären Aktionen an die Türken ist die Rede. Die Großgrundbesitzer und die Kirchenführer fürchteten den Verlust ihrer Privilegien, die sie unter der osmanischen Herrschaft genossen.
1878 kam es wieder zu bewaffneten Auseinandersetzungen bei Makrinitsa und am Kloster Sourvia. Die Befreiung wurde aber nicht auf dem Schlachtfeld erzwungen. In der Folge des Berliner Kongresses von 1878 einigten sich Griechenland und das Osmanische Reich 1881 darauf, Thessalien mit dem bereits befreiten Griechenland zu vereinigen.

### Besatzung und Widerstand im Zweiten Weltkrieg
Während der deutschen Besatzung 1942 bis 1944 war der Widerstand im Pilio massiv. Er wurde fast ausschließlich von der EAM organisiert. In Vólos und der Region des Pilio spielte das 54. Regiment der ELAS ab Dezember 1942 die führende Rolle. 1944 waren fast alle Piliondörfer unter der Kontrolle der ELAS. Sie hatte in Ano Kerasia ihr Basislager. Parallel dazu wurde ELAN, die Marine der Partisanen,  gegründet. Ihr Hauptquartier war in Koulouri bei Veneto. Sie verfügte über 3 Boote, mit denen sie Aktionen an der Ostküste des Pilio durchführte. Sitz der illegalen Druckerei, wo die Zeitung und Flugblätter des Widerstandes für ganz Thessalien gedruckt wurden, war die Ruine des Klosters Sourvia.
Zum 54. Regiment der ELAS im Pilio waren 1944 auch annähernd 100 deutsche Überläufer gestoßen, die meist aus der Strafdivision 999 desertiert waren und den griechischen Widerstand unterstützten. Sie bildeten die Hundertschaft „Volos“ des Antifaschistischen Komitee Freies Deutschland, AKFD.
Eine direkte Folge der Aktionen der Partisanen waren harte Repressalien und sog. „Strafmaßnahmen“ der Deutschen. Die Märtyrerdörfer Rizomylos, Kerasia und Nea Anchialos wurden vollständig zerstört. Zahlreiche Männer und Frauen wurden gefoltert, ermordet oder in griechische bzw. deutsche Konzentrationslager deportiert. Am 4. April 1943 wurde das Dorf Milies fast vollständig niedergebrannt und 39 Bewohner ermordet. Grausamer Höhepunkt der Besatzungsverbrechen in der Region war aber das Massaker von Drakia.  118 Männer wurden dort am 18. Dezember 1943 im Zuge einer solchen „Strafaktion“ erschossen.

## Geographie
Ungewöhnlich für Griechenland sind die dichten Laubwälder aus Buchen, Kastanien, Eichen und Platanen im Landesinneren.
Hier gedeihen auch einige Pilzarten und vor allem Kräuter in großer Vielfalt, die sich ansonsten kaum finden.
Das Gebirge ist oft schroff und fällt vor allem an der Ostküste vielerorts steil zum  Meer hin ab.
Auf der Halbinsel gibt es rund 40 Gebirgsdörfer und Kleinstädte, deren historisches Zentrum oft von der Platia, einem runden und häufig baumbestandenen Dorfplatz gebildet wird.
Charakteristisch sind die zwischen dem 18. und 19. Jahrhundert entstandenen, meist dreistöckigen Herrenhäuser, die Archontika, die beispielsweise im Bergdorf Vizitsa noch gut erhalten sind.

## Wirtschaft

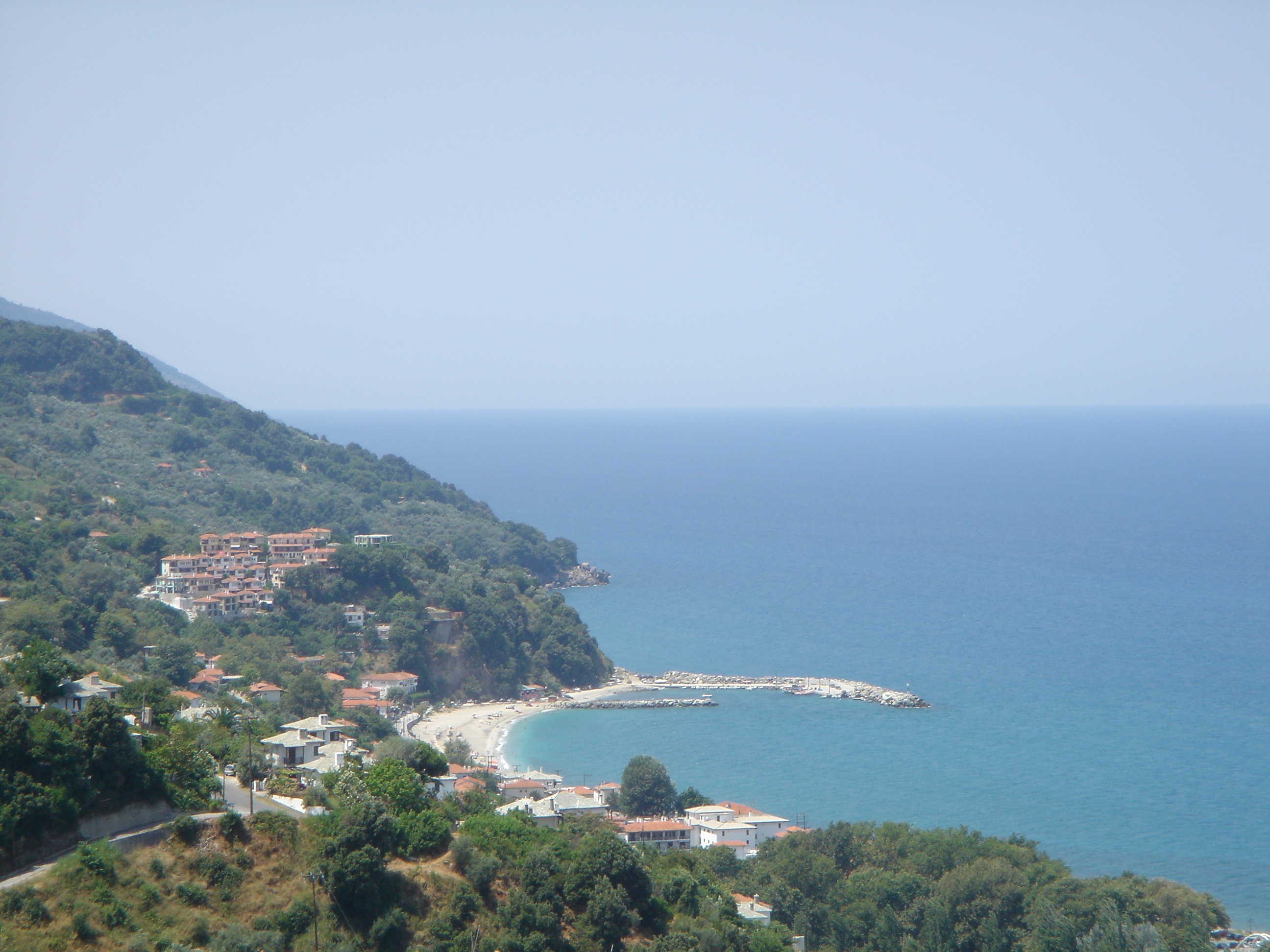
Ostküste im Norden Pilions: Bucht von Agios Ioannis

Verwaltungszentren sind die zugleich bevölkerungsstärksten Orte Zagora und Argalasti.
In beiden befinden sich auch medizinische Versorgungszentren mit kleinen stationären Bereichen.
Am Pagasitischen Golf bei Volos befindet sich die größte Zementfabrik Griechenlands, Herakles. Die Region Zagora, Makrirachi und Anilio ist das größte Obstanbaugebiet Griechenlands, vor allem für Äpfel. Die Region Móuresi ist Griechenlands größtes Anbaugebiet für Gardenien; der Süden ist für seine Oliven bekannt. Außerdem sind eingelegte Früchte aus Pilio in Griechenland sehr beliebt. Andere wichtige hier gedeihende Pflanzenarten und landwirtschaftlich vermarktete Produkte sind Ess-Kastanien, Kirschen, Birnen, Pflaumen, Maulbeeren, Brombeeren, Oregano und andere Kräuter, Honig, Zitronen, Nektarinen, Pfirsiche, Aprikosen, Fische, Orangen, verschiedene Blumen, Hölzer und vieles mehr. Ein wichtiger Erwerbszweig ist der Abbau von Schieferplatten aus Steinbrüchen bei Syki und Neochori sowie Marmor aus Trikeri.

### Tourismus
Entlang der Küste ist der Tourismus in den Sommermonaten eine wichtige Einnahmequelle. Die meiste Zeit des Jahres sind viele Läden und Restaurants jedoch geschlossen.
In Milies liegt der Bahnhof der historischen Pilio-Schmalspurbahn, die heute touristische Fahrten ins Gebirge anbietet.
Im Winter ist das Skigebiet bei Chánia (Hania) von Vólos aus für Tagestouristen gut erreichbar.

## Sonstiges
- Mamma Mia!, die erfolgreichste Musicalverfilmung bisher, wurde unter anderem in der kleinen romantischen Ortschaft von Damouchari in der Gegend von Mouresi an der Ostküste von Pilion auf dem Festland, aber auch auf Skiathos und auf Skopelos gedreht.
- Agria ist der Geburtsort des Komponisten Vangelis (1492: Conquest of Paradise).
- Der griechische Freiheitskämpfer Rigas Velestinlis war in Kissos als Lehrer tätig.
- Der österreichische Aussteiger Alfons Hochhauser lebte von 1927 bis 1938 und von 1957 bis 1981 im Pilion.
- Der deutsche Schriftsteller Werner Helwig schrieb drei Romane, deren Handlung im Pilion spielt: Raubfischer in Hellas (1939), Im Dickicht des Pelion (1941) und Gegenwind (1945).
- Der griechische Dramatiker Euripides nennt die Täler des Pílion und die dort abgeschlagenen Fichten in seiner Tragödie Medea den Ursprung des Argonautenschiffs Argo.